# 대한민국 민법 제464조
대한민국 민법 제464조는 양도능력없는 소유자의 물건인도에 대한 민법 채권법 조문이다.

## 조문
제464조(양도능력없는 소유자의 물건인도) 양도할 능력없는 소유자가 채무의 변제로 물건을 인도한 경우에는 그 변제가 취소된 때에도 다시 유효한 변제를 하지 아니하면 그 물건의 반환을 청구하지 못한다.

第464條(讓渡能力없는 所有者의 物件引渡) 讓渡할 能力없는 所有者가 債務의 辨濟로 物件을 引渡한 境遇에는 그 辨濟가 取消된 때에도 다시 有效한 辨濟를 하지 아니하면 그 物件의 返還을 請求하지 못한다.

## 참고 문헌
- 오현수, 일본민법, 진원사, 2014. ISBN 9788963463452
- 오세경, 대법전, 법전출판사, 2014 ISBN 9788926210277
- 이준현 , LOGOS 민법 조문판례집, 미래가치, 2015. ISBN 9791155020869